# Cesacjonizm

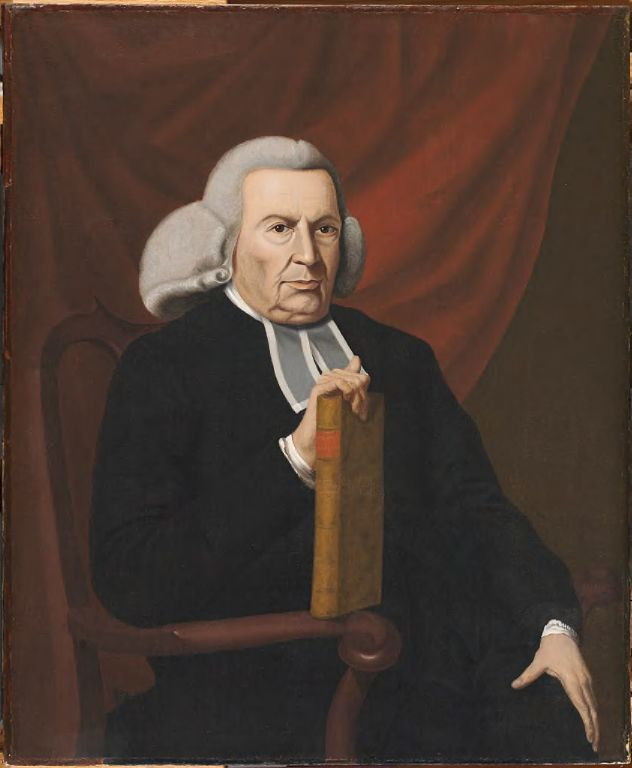
Charles Chauncy, przywódca przeciwników pierwszego wielkiego przebudzenia w protestantyzmie, przejawy charyzmatyczne określił jako „obcy ogień”, określenia tego używają współcześni cesacjoniści

Cesacjonizm (łac. cessationismus; niem. Cessationismus; ang. cessationism) – protestancka doktryna o ustaniu charyzmatów i cudów wraz ze śmiercią Dwunastu Apostołów, głoszona przez część denominacji, jej przeciwieństwem jest kontynuacjonizm.

## Doktryna
Określenie cesacjonizm pochodzi od łacińskiego cessatĭo, gen. cessationis (ustanie, przerwanie, wygaśnięcie). Jest ono nawiązaniem do słów apostoła Pawła w 1 Kor 13,8, że „proroctwa przeminą, języki ustaną” (TR: παύσονται; vg: cesabunt; KJV: shall cease). Według doktryny cesacjonizmu, przyjmowanej przez protestantów, począwszy od Marcina Lutra aż do lat 50. XX wieku, dary charyzmatyczne przestały być udzielane przez Boga, wraz z zakończeniem powstawania Pisma Świętego i śmiercią apostoła Jana (albo nawet wcześniej, na podstawie tego, że większość Listów Apostolskich nie mówi o nich), gdyż ich jedynym celem było potwierdzanie nauki Jezusa Chrystusa i Apostołów. Od czasu ustalenia kanonu Biblii charyzmaty i cuda nie są już potrzebne, a ludzie mają odtąd wierzyć samemu Pismu .
Drugim wersetem, do którego nawiązuje cesacjonizm, jest Dn 9,24: „Siedemdziesiąt tygodni zamierzono ludowi twemu i miastu twemu świętemu na zniesienie przestępstwa, i na zgładzenie grzechów i na oczyszczenie nieprawości, i na przywiedzenie sprawiedliwości wiecznej, i na zapieczętowanie (TM: וְלַחְתֹּם – wə-la-cḥthōm) widzenia i proroctwa, a na pomazanie Świętego świętych” (BG). Ów wyraz חָתַם – chatham (LXX: συντελεσθῆναι; Th: του σφραγίσαι; Vulg: impleatur; KJV: to seal up), oznaczający zablokować, zakończyć, oznaczyć, zapieczętować, zamknąć, cesacjoniści interpretują jako ustanie daru proroctwa, a zatem i innych darów charyzmatycznych, po przyjściu Pomazańca . Wskazany wyraz jest jednak oddawany przez główne przekłady jako zapieczętować, spełnić, a zatem według nich odznacza zatwierdzenie, wypełnienie proroctw na temat Mesjasza i zbawienia. Zdaniem cesacjonistów natomiast, ma on potwierdzać to, że zapowiedziane przez św. Pawła skończenie proroctw, ustanie języków, nie odnosi się do Paruzji, gdy przyjdzie to, co doskonałe (1 Kor 13, 10), ale już się dokonało wkrótce po pierwszym przyjściu Chrystusa .
Przeciwnicy cesacjonizmu zwracają uwagę, iż opiera się on na dwóch apriorycznych przesłankach. Pierwszą jest teza, że znaki i cuda służyły tylko potwierdzaniu nauki, na podstawie wersetu Mk 16,20. Odrzuca natomiast dwie inne przyczyny udzielania charyzmatów, jakimi są: sama miłość i miłosierdzie Boga względem ludzi, który po prostu chce ich uzdrawiać, uwalniać, napełniać nadprzyrodzoną mądrością i poznaniem itd. oraz rozszerzanie już na ziemi Królestwa Bożego, jako owocu zwycięstwa Chrystusa, zgodnie z np. Łk 5, 12-13; Mt 4, 23-24; 10, 7-8.
Drugą przesłanką cesacjonizmu jest ograniczenie owej wyłącznej funkcji potwierdzającej, jedynie do czasu powstawania Pisma Świętego i tylko do samych Dwunastu Apostołów . Według kontynuacjonizmu, który jest od początku obecny w katolicyzmie, znaki i cuda tak samo, jak w ich służbie, potwierdzają Ewangelię głoszoną w kolejnych narodach, przez wszystkie wieki, aż wszystkie narody ją usłyszą, zgodnie z Mt 24, 14; 28, 18-20 i Mk 16, 15-20. Przesłanka cesacjonistyczna opiera się natomiast na fundamentalnych dogmatach reformacji, stworzonych przez Marcina Lutra, jakimi są: sola scriptura, sola gratia i sola fide, z których syntezy wynika jego solum Verbum.
Sola gratia oznacza, że wybrany człowiek dostępuje zbawienia jedynie z łaski Boga, który go uprzednio do tego przeznaczył wyłącznie swoją wolą, bez udziału woli tego człowieka; zaś sola fide oznacza, że zbawienie to jest udzielane człowiekowi jedynie przez wiarę, wlaną w tego człowieka wbrew jego woli (gdyż człowiek z siebie pragnie jedynie zła) i bez żadnych działań z jego strony. Solum Verbum oznacza, że to wlanie w człowieka zbawczej wiary dokonuje się jedynie przez Słowo Boże słuchane przez niego, zawarte tylko w Piśmie (sola scriptura). W związku z tym nie są potrzebne żadne zewnętrzne, nadzwyczajne dowody prawdziwości Pisma, które miałyby wpłynąć na rozum i wolę człowieka, skłaniając go do przyjęcia wiary, skoro wiara jest udzielana tylko z łaski bez udziału aktu zgody ze strony rozumu i woli człowieka.
Z tego powodu kontynuacjonizm wiąże się z drugą kluczową dla ruchów przebudzeniowych i charyzmatycznych doktryną, jaką jest decyzjonizm, zgodnie z którą człowiek dostępuje zbawienia przez podjęcie dobrowolnej decyzji o przyjęciu Jezusa jako Pana i Zbawiciela. W dokonaniu wolnego aktu wiary w Chrystusa pomagają widzialne znaki i cuda. Decyzjonizm, podobnie jak kontynuacjonizm, stoi w sprzeczności z fundamentem protestantyzmu, jakim jest sola gratia i sola fide, dlatego przez protestantów wiernych zasadom reformacji uważany jest za apostazję.
Cesacjonizm zatem nie jest uważany za drugorzędną doktrynę, na obrzeżach protestanckiej ortodoksji, ale za jej element konstytutywny. Kontynuacjonizm zaś, czyli uznawanie istnienia charyzmatów w całych dziejach Kościoła, aż do współczesności, przez cesacjonistów jest uważany za odrzucenie dogmatów reformacji oraz za „grzech” pentekostalizmu, będący „śmiertelnie groźny zarówno dla jednostki jak i dla kościoła [...]. To duchowa śmierć”. Cesacjoniści zwracają też uwagę, że kontynuacjonizm, przyjmowany przez zielonoświątkowców, łączy ich z katolicyzmem i jest sprzeczny w ogóle z istotą Kościoła.
Analogicznego zdania na temat bliskości poglądu katolicyzmu i pentekostalizmu na temat charyzmatów jest również Randy Clark, teolog i jeden z przywódców nurtu neocharyzmatycznego, który w książce z 2016 roku, Powołani do uzdrawiania, opartej na jego pracy doktorskiej o historii darów uzdrowień i cesacjonizmu, stwierdził:

Jeśli chodzi o dary Ducha Świętego, zielonoświątkowcy mają więcej wspólnego z katolikami niż z innymi protestantami, ponieważ katolicy nigdy nie uznali w swojej doktrynie teorii cesacjonizmu.

Dlatego osoby głoszące aktualność charyzmatów, lub je przejawiające, były konsekwentnie usuwane ze wszystkich denominacji protestanckich, od reformacji aż do 1960 roku. Również współcześni protestanci, wierni reformacyjnej doktrynie cesacjonizmu, wszystkim zielonoświątkowcom, charyzmatykom i wszelkim osobom, które doznały przeżycia pentekostalnego, odmawiają udziału w protestanckiej wspólnocie wiary, a nawet w ogóle w chrześcijaństwie. Protestancki serwis internetowy Reformowani.info, po szerokim przedstawieniu doktryny cesacjonistycznej i porównaniu jej z pentekostalizmem, w październiku 2017 roku oświadczył:

W związku z powyższym każdy podlegający wpływom ducha zielonoświątkowstwa nie może być uznawany za brata w Chrystusie.

## Argument patrystyczny
Cesacjoniści podpierają swoją doktrynę kilkoma zdaniami św. Augustyna z Hippony, głównego autorytetu patrystycznego dla twórców reformacji oraz św. Jana Chryzostoma, pomijając liczne inne wypowiedzi Ojców Kościoła na temat aktualności charyzmatów, zaprzeczające tezie o ich ustaniu wraz śmiercią Dwunastu Apostołów. Na przykład św. Ireneusz z Lyonu pisał w 180-185 roku, w dziele Przeciw herezjom:

Podobnie [jak za czasów Apostoła Pawła] my też znamy braci w Kościele, którzy posiadają dary prorocze i którzy przez Ducha mówią wszelkimi rodzajami języków, ujawniają dla ogólnego dobra ukryte sprawy ludzi i ogłaszają tajemnice Boże. Ich to Apostoł nazywa «duchowymi», a są duchowi, gdyż mają udział w Duchu […]. Prawdziwi uczniowie Jego, którzy od Niego otrzymali łaskę, czynią w Jego imię dla dobra reszty ludzi takie cuda, do jakich każdy z nich dar odebrał. Otóż jedni wypędzają demony rzeczywiście i prawdziwie, tak że często ludzie uwolnieni od złych duchów przyjmują wiarę i wstępują do Kościoła. Inni znów znają przyszłość, mają widzenia i wypowiadają proroctwa. Inni zaś przez wkładanie rąk leczą chorych i zdrowie im przywracają, a nawet […] i umarli już powstawali, i żyli z nami przez wiele lat.

Hilary z Poitiers w 364 roku pisał: My, którzy zostaliśmy zrodzeni na nowo przez sakrament chrztu, odczuwamy wielką radość, kiedy czujemy w sobie pierwsze poruszenie Ducha Świętego. Zaczynamy mieć wgląd w tajemnice wiary, jesteśmy zdolni prorokować i mówić z mądrością. Umacniamy się w nadziei i otrzymujemy dar uzdrawiania.

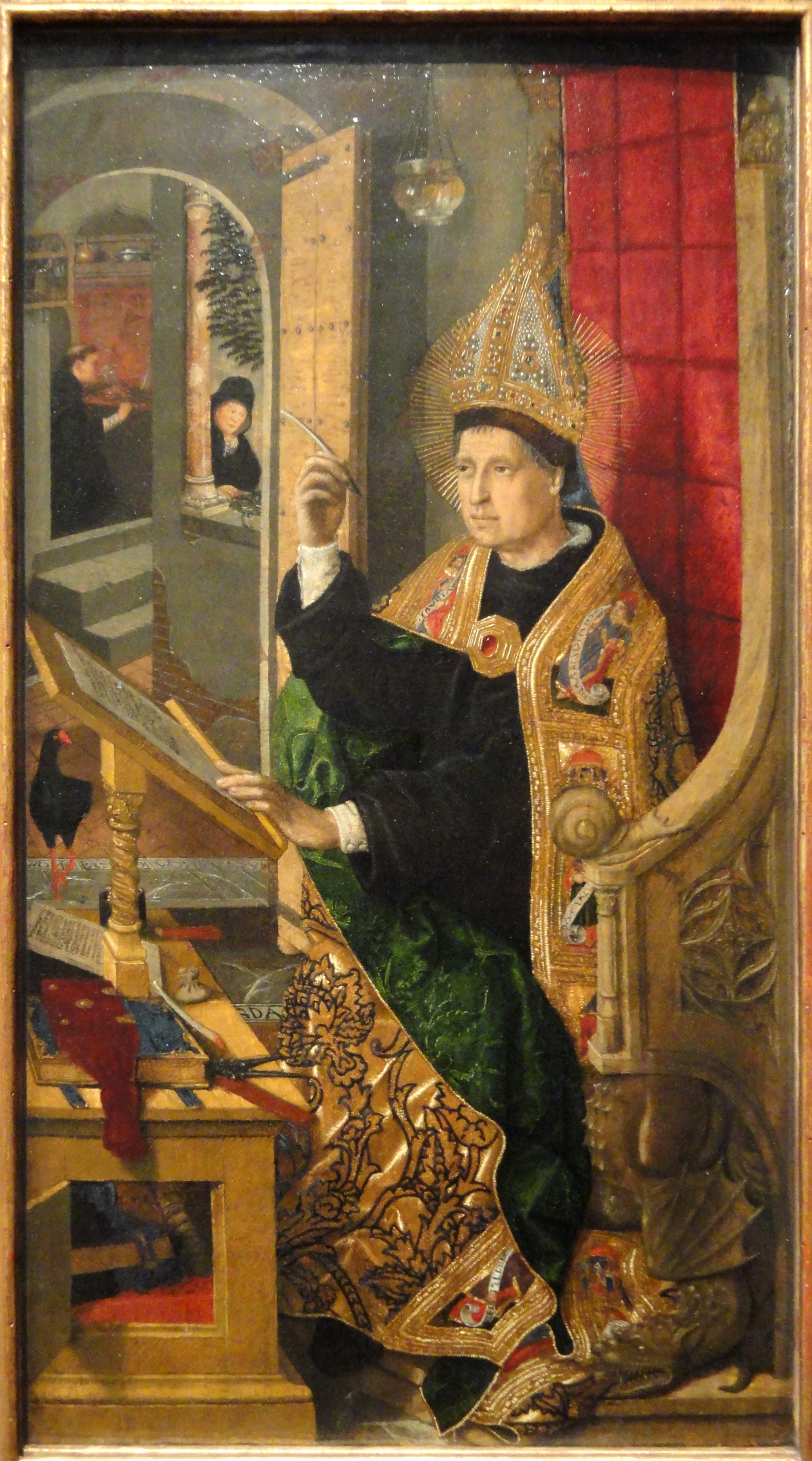
Augustyn z Hippony zmienił pre-cesacjonizm na kontynuacjonizm

Augustyn w pierwszych latach po swym nawróceniu uważał, że dary charyzmatyczne miały sens tylko dla pierwotnego chrześcijaństwa, natomiast te cuda nie mogą nadal dziać się w naszych czasach, by dusza nie zaczęła wymagać już tylko tego, co można zobaczyć, a przez przywyknięcie do nich, ludzkość nie ostygła dokładnie na to, co swoją nowością rozpaliło w niej płomienny blask. Uznając wówczas, że jedynym ich celem jest prowadzenie do wiary, twierdził iż nawet na początku głoszenia Ewangelii, były dopuszczone przez Boga ze względu słabość człowieka, ale chrześcijanin powinien obywać się bez nich. Swoje pre-cesacjonistyczne poglądy wyraził w pracach De vera religione i De utilitate credendi, z lat 387-392.
Później jednak zmienił zdanie pod wpływem wiadomości o aktualnych uzdrowieniach i m.in. w dziele Państwo Boże z lat 413-427 przyznał: także i teraz bowiem dzieją się cuda w imię Chrystusowe. Sporo pisał o nich, zwłaszcza o uzdrowieniach, podając liczne przykłady oraz świadcząc, że w ciągu dwóch lat, na terenie diecezji Hippony zanotowano ponad siedemdziesiąt cudownych uzdrowień i dodawał, że doszło jeszcze do tak wielu innych tego typu zdarzeń, nawet w czasie obecnym, że nie jest możliwe, byśmy o wszystkich wiedzieli. Omawiał też kwestie związane z funkcjonowaniem daru proroctwa. Podawał przykłady niedawnych wskrzeszeń oraz innych cudów i stwierdził: Powinienem zapełnić cudami kilka tomów oficjalnie uznanych i zatwierdzonych do publicznego czytana w naszych kościołach. Zwrócił uwagę, że cesacjonizm to zakamuflowany sceptycyzm i niewiara: Utrzymuje się czasem, że cuda, na które powołują się chrześcijanie, już się nie zdarzają. Jednakże złośliwość owych sprzeciwów zawiera się w insynuacjach, że nie powinno się dawać wiary nawet wcześniejszym cudom. Podkreślał zaś związek znaków charyzmatycznych z objawiającym się Słowem Bożym, twierdząc że jest on nierozdzielny, gdyż cud jest ciałem słowa, a słowo jest duszą cudu.
Podtrzymał tylko swą opinię o ustaniu daru języków w sensie ksenoglosji (śpiew w językach praktykowano w Kościele do IX wieku, gdy został zastąpiony stałymi jubilacjami): W czasach najdawniejszych Duch Święty zszedł na tych, którzy wierzyli, a oni przemawiali językami, których się nie uczyli, bo to Duch dał im tę umiejętność. Znaki dostosowane były do czasu. Bo stosowne było pojawienie się takiego właśnie znaku Ducha Świętego aby w każdym języku ogłosić, że Ewangelia Boga miała być głoszona we wszystkich językach po całym świecie. Stało się tak, aby został objawiony Boży zamiar, po czym znak ów ustał (Homilie na Ewangelię św. Jana VI. 10). Cesacjoniści jednak wyprowadzają z tego wniosek, że twierdzenie o ustaniu ksenoglosji jest jednoznaczne z tezą o zaniku wszystkich charyzmatów wymienionych w 1 Kor 12, chociaż św. Augustyn wyraźnie odnosił się do języków w dniu Pięćdziesiątnicy, opisanych w Dz 2: Czyż dzisiaj Duch Święty nie jest udzielany? Dlaczego więc dziś nikt nie mówi językami wszystkich narodów, tak jak mówił nimi każdy, kto tamtego dnia został napełniony Duchem Świętym? Dlaczego? Bo tamta zapowiedź dziś już jest wypełniona. Wówczas mały Kościół, który się mieścił w jednym domu, mówił językami wszystkich narodów, dziś wielki Kościół na Wschodzie i na Zachodzie też mówi językami wszystkich narodów (Mowa 267,3) .
Jan Chryzostom, komentując 1 Kor 12 i dary tam przedstawione, pisał: Całe to miejsce jest bardzo niejasne, ale przyczyną niejasności jest nasza nieznajomość darów, o których tenże list mówi, spowodowana ich zanikiem. Złotousty nie tłumaczył jednak tego zaniku żadną doktryną, uzasadnianą wersetami biblijnymi, ale czynił z niego zarzut względem współczesnego sobie, letniego i zrytualizowanego Kościoła, porównując go z czasami Nowego Testamentu:

Kościół był wtedy niebem, gdy Duch wszystkim zarządzał i poruszał każdym z kierujących. A teraz zachowujemy tylko symbole tych darów. Teraz też mówimy po dwóch lub trzech po kolei, a kiedy jeden milknie, drugi zaczyna. Ale to są tylko znaki i pamiątki tamtych rzeczy. Kiedy zaczynamy mówić, lud odpowiada «i z duchem twoim», wskazując, że za dawnych czasów przemawiali nie z własnej mądrości, ale poruszeni przez Ducha. Ale teraz już tak nie jest (przynajmniej o sobie mogę tak powiedzieć). […] Obecny Kościół jest jak kobieta, dla której minęły dni dawnej świetności: zachowuje pod wieloma względami tylko symbole tej dawnej świetności, pokazując nawet skarbce i szkatułki po złotych ozdobach, ale pozbawiona jest swego bogactwa: taką właśnie niewiastę przypomina dzisiejszy Kościół.

Wypowiedzi Augustyna i Jana Chryzostoma konstatujące zanik charyzmatów w ich czasach, przytaczane przez cesacjonistów, pochodzą z końca IV wieku. Był to szczególny moment w dziejach Kościoła, gdy po edykcie tesalońskim i dekretach teodozjańskich weszły doń miliony nominalnych chrześcijan, z pominięciem ewangelizacji i pełnego katechumenatu. Ojcowie Kościoła nie pozostawiali złudzeń, że zapewni to im zbawienie, lecz wzywali do autentycznej wiary. Tak Jan Złotousty mówił w kazaniu do mieszkańców Antiochii: Jak myślicie, słuchacze moi, ilu z mieszkańców tego miasta ma szansę na zbawienie? To, co chcę powiedzieć, jest straszliwe, nie zamierzam jednak tego ukrywać. Z tego rojnego miasta, z tysięcy jego mieszkańców, zbawionych zostanie miej niż stu; wątpię nawet, czy będzie ich tak wielu.
Gdy Kościół w kolejnych pokoleniach kontynuował swą misję wewnętrzną i zewnętrzną, nadal były obecne dary charyzmatyczne. Szczególnie znaczące jest nauczanie św. Grzegorza Wielkiego, które dotyczy praktycznych zagadnień posługiwania charyzmatami i ich celów. Omawiał on uzdrowienia, wskrzeszenia, prorokowanie, cuda dokonywane na przyrodzie nieożywionej i zwierzętach. Przypisywał im funkcję zachęcania, budowania, upominania, ostrzegania, skłaniania do wzrastania ku Bogu, a przede wszystkim ujawniania się na ziemi niebieskiego Jeruzalem. Bóg ukazuje w nich zarazem swą łaskawość, majestat i moc oraz wzywa do kontaktu ze sobą. Podobnie jak św. Augustyn twierdził, iż były one szczególnie potrzebne w pierwotnym Kościele, ale zaznaczał też, że są jednak one zawsze potrzebne w Kościele, a nawet są istotnie związane z jego misją. Zauważał także, iż łaska czynienia cudów była udzielana nie tylko oficjalnym głosicielom Ewangelii, ale i wiernym. Znaki i cuda, według Grzegorza Wielkiego, są i będą zawsze niezbędne dla wiary Kościoła i nigdy nie ustaną, tym bardziej w czasach Antychrysta; tak jak pojawiały się w czasach Starego i Nowego Testamentu, tak będą dziać się w Kościele aż do końca świata.

## Historia

### Marcin Luter
W lipcu 1519 roku, podczas dysputy w Lipsku, Marcin Luter stwierdził, że jedynym nieomylnym autorytetem jest Biblia, dając początek kształtowaniu się reformacyjnej zasady sola scriptura, współtworzącej fundament cesacjonizmu. Luter był skrajnym augustynikiem i zarazem ockhamistą (twierdził, że Ockham najlepiej interpretował Augustyna) oraz wrogiem tomizmu, znacząco poprzez wpływ swego nauczyciela Barłomieja z Usingen, stąd też z różnorodnego nauczania św. Augustyna o zjawiskach nadzwyczajnych, przyjmował głównie jego wczesny pogląd o ich roli afirmującej Objawienie w okresie pierwotnego Kościoła. Z tego Marcin Luter wyprowadził wniosek, że:

To widoczne wylanie Ducha Świętego było niezbędne do założenia wczesnego kościoła, do tego samego celu potrzebne były cuda towarzyszące darom Ducha Świętego. Lecz kiedy kościół został ustanowiony i potwierdzony przez cuda, widoczna obecność Ducha Świętego została wstrzymana .

Luter odrzucał właściwie rolę cudów, jako dowodów w sensie ścisłym, gdyż Słowo Boże ma najwyższy i absolutny autorytet samo w sobie i nie potrzebuje żadnych dowodów, choćby cudownych, ani też innego autorytetu zewnętrznego, który mógłby je uprawomocnić. Ponadto przyjmował augustyński predestynacjonizm w skrajnej postaci supralapsarianizmu, który światopogląd stanu wojny Kościoła o zbawienie ludzi zastąpił światopoglądem planu z góry ustalonego przez Boga, gdzie nie ma potrzeby posługiwania charyzmatami. W konsekwencji połączenia tych poglądów, nadzwyczajne działanie Ducha Świętego w Kościele ograniczył do jedynego zawsze trwającego cudu, jakim jest sprawienie w człowieku wiary, zawsze wbrew jego woli, i to jedynie przez Słowo Boże (zasada solum Verbum), rozumiane jako Pismo.
Odrzucenie charyzmatów przez Lutra ujawniło się w latach 1521–1525, w jego ostrym sporze z prorokami z Zwickau. Od tego czasu on i kolejni protestanci nazywali charyzmatyków pogardliwie entuzjastami (co miało sens negatywny, jako nazwa messalian), lub po niemiecku Schwärmer (fanatycy). Obrona Wyznania augsburskiego z 1531 roku stanowiła: I jest rzeczą pożyteczną wyróżnić służbę Słowa, jak dalece jest to możliwe, wszelkiego rodzaju pochwałą przeciwko ludziom fanatycznym, którzy majaczą o tym, że Duch Święty zostaje dany nie przez Słowo [...] jak to niegdyś nauczali entuzjaści. Liczne przejawy nadzwyczajnych darów wśród katolików Marcin Luter uważał za fałszywe i pochodzące od diabła. Osobiście nie był jednak do końca konsekwentny w swym cesacjonizmie, gdyż później sam dwukrotnie modlił się, i to skutecznie, o cudowne uzdrowienie swych śmiertelnie chorych przyjaciół: Filipa Melanchtona i Friedricha Myconiusa. Tłumaczył to następująco: W tym wypadku nasz Pan Bóg musiał mi wynagrodzić; gdyż rzuciłem u Jego drzwi wór troski i wykrzyczałem wszystkie Jego obietnice o tym, jak pragnie łaskawie wysłuchać nasze modlitwy – obietnice, które doskonale potrafiłem udokumentować w Piśmie!

### Jan Kalwin
Twórca drugiego głównego nurtu protestantyzmu, Jan Kalwin, przyjął poglądy Marcina Lutra odnośnie do darów charyzmatycznych. Cesacjonizm służył mu głównie jako oręż w walce z katolicyzmem. Twierdził, że aktualne charyzmaty i cuda muszą być zwiedzeniem, lub podrobieniem, skoro są obecne wśród katolików, a zatem uwiarygodniają, jego zdaniem, ich fałszywe doktryny i sukcesję apostolską. W swym głównym dziele Institutio religionis christianae pisał on, iż widoczne, cudowne, nadzwyczajne, tymczasowe dary duchowe ustały wraz z apostołami. Nie wierzył w nadprzyrodzone uzdrowienia, ani inne działania Ducha Świętego, poza samym głoszeniem Słowa (solum Verbum):

Dar uzdrawiania, tak jak reszta cudów które Pan w swojej woli dał nam na pewien czas, zniknął całkowicie aby uczynić głoszenie ewangelii rzeczą cudowną na wieki .

W czasach Kalwina, to jest w połowie XVI wieku, pojawiały się w Szwajcarii grupy charyzmatyczne, określane w nawiązaniu do proroków z Zwickau, jako „anabaptyści”, a także „libertyni”, albowiem głosili wolność w Duchu Świętym, w związku z czym byli oskarżani o różne herezje i grzechy, zwłaszcza głoszenie nowych objawień. Jan Kalwin twierdził, że są oni sto razy bardziej niebezpieczni niż Kościół rzymskokatolicki. Na temat tych ówczesnych charyzmatyków również tak pisał:

to robactwo tym się różni od wszystkich innych sekt heretyckich, iż nie pobłądziło w kilku jedynie punktach, ale zrodziło jakoby morze szalonych urojeń, tak że z trudem znalazłbyś głowę anabaptysty, która by nie stworzyła jakiejś własnej fantazji.

### Purytanie
W 1646 roku purytanie w Anglii uchwalili swoje Westminsterskie Wyznanie Wiary. W pierwszym rozdziale stwierdza ono, iż Pismo Święte jest najbardziej konieczne, poprzednie zaś sposoby objawiania przez Boga swej woli swojemu ludowi ustały (ang. ceased). To stwierdzenie, odnoszące się do proroctw, będące aluzją do Hbr 1, 1 (które powtarza Londyńskie Wyznanie Wiary baptystów z 1689 roku), przez zwolenników cesacjonizmu jest interpretowane jako potwierdzenie tej doktryny w odniesieniu do charyzmatów .
W tym samym czasie doszło, wśród tamtejszych protestantów, do próby odejścia od cesacjonizmu, jaką przeprowadził George Fox, dysydencki kaznodzieja, który założył w 1646 roku Religijne Towarzystwo Przyjaciół, znane jako kwakrzy, czyli drżący (ang. Quakers). Kwakrzy głosili wewnętrzne oświecenie przez Ducha Świętego i odrzucali sola scriptura, spontanicznie nauczali i prorokowali, pod wpływem natchnienia. George Fox posługiwał się modlitwą o uzdrowienie fizyczne i wewnętrzne, a liczne cuda dokonane w tej posłudze opisał w książce George Fox's Book of Miracles oraz dążył do mistycznego poznania Boga.
Przeciwko temu występował John Owen, zwany „księciem purytanów”, kapelan Olivera Cromwella, uważany za najważniejszego teologa reformacji w XVII wieku. Uznawał on nadprzyrodzone działanie Ducha Świętego jedynie w akcie usprawiedliwienia i procesie uświęcenia, akceptując za Lutrem tylko cuda wewnętrzne, aczkolwiek znacznie rozbudowując pneumatologię, pozostawał cesacjonistą. Owen zwalczał kwakrów, nazywanych dziećmi diabła, polemizując z nimi w dziele z 1659 roku, Obrona Pisma Świętego przed fanatykami:

Ponieważ nauczania fanatyków zawierają kwestie obce Pismom, unikaj ich jako diabolicznych, bezużytecznych, nie mających podstaw i fałszywych. Są niebezpieczne, bezużyteczne i całkowicie niepotrzebne. Muszą być odrzucone i usunięte.
Jeśli Pisma są doskonałe i kompletne, to po co nam nowe objawienia i niekontrolowany entuzjazm?
Precz z waszymi snami i wizjami, precz z waszymi nowymi objawieniami, my mamy w pełni wystarczające Słowo Boga.

### Pierwsze przebudzenie
Pierwsze wielkie przebudzenie wśród protestantów, które miało miejsce w latach 30. i 40. XVIII wieku, było ściśle ukierunkowane na odnowienie wiary przez nawrócenie, pokutę i uczęszczanie do kościołów, jednakże ewangelizacjom towarzyszyły zjawiska, określane zgodnie z protestancką tradycją, jako entuzjazm. Kaznodzieje przebudzeniowi, nie odrzucając cesacjonizmu, odnosili się do nich z dystansem, jako do skutku ubocznego ożywienia. John Wesley poświęcił temu tematowi nauczanie O naturze entuzjazmu, w którym twierdził, że dawni prorocy i apostołowie w różnych czasach, byli prawdziwymi entuzjastami, będąc poruszani przez Ducha Świętego. Równocześnie pisał, że obecny entuzjazm może być religijnym szaleństwem, lub powierzchowną wiarą, bez prawdziwego nawrócenia. Innym jego przejawem jest poszukiwanie bezpośredniego prowadzenia przez Boga poprzez natchnienia osobiste i proroctwa drugich, co Wesley stanowczo potępiał, twierdząc że należy kierować się tylko rozumem, doświadczeniem i Pismem, które daje wam ogólne zasady, dotyczące wszystkich konkretnych przypadków. Ponadto stwierdzał:

Drugim rodzajem entuzjastów są ci, którzy wyobrażają sobie, że mają takie dary od Boga, jakich nie mają. W ten sposób niektórzy wyobrażali sobie, że mają moc czynienia cudów, uzdrawiania chorych słowem lub dotykiem, przywracania wzroku niewidomemu, a nawet wskrzeszenia umarłych. Inni zobowiązali się prorokować, przepowiadać rzeczy, które nadejdą i to z najwyższą pewnością i dokładnością.

John Wesley uchylił się od jednoznacznej opinii, czy dary charyzmatyczne w ogóle są obecnie możliwe, ale pozostawał sceptyczny oraz nauczał, że jest to kwestia nieistotna, gdyż najważniejsze jest uświęcające działanie Ducha Świętego:

Warto jednak zauważyć, że nawet w początkach historii Kościoła Bóg rozdzielił dary Ducha Świętego dość oszczędnie. Czy wszyscy nawet wtedy mieli dar prorokowania, albo czynienia cudów, albo uzdrawiania albo też mówienia językami? Bynajmniej. Być może jeden na tysiąc. Prawdopodobnie jednak tylko nauczyciele Kościoła i to jedynie niektórzy. [...] Zamiast więc zajmować się ciekawą, ale zbędną analizą tych nadzwyczajnych darów Ducha Świętego, przystąpmy raczej do refleksji nad zwykłymi owocami Ducha, o których jesteśmy zapewnieni, że pozostaną przez wieki.

Jonathan Edwards był atakowany przez purytańskich pastorów i mieszkańców Nowej Anglii, z powodu pojawiania się entuzjazmu podczas jego posługi. Opublikował książki w obronie przebudzenia: Rozpoznawanie znaków działalności Ducha Bożego i Rozważania nad Odrodzeniem w Nowej Anglii, kładąc szczególny nacisk na wyjaśnianie najostrzej krytykowanych zjawisk, jak odpoczynek w Duchu, krzyki i drgawki. Wyjaśniał, że tych „efektów cielesnych” działania Ducha Świętego nie da się w konkretny sposób zinterpretować, ale raczej przypisywał je rzeczywistej działalności Boga, twierdząc że Duch Boży w czasie nawiedzenia człowieka przejmuje kontrolę nad jego ciałem. Równocześnie jednak podzielał doktrynalny cesacjonizm odnośnie do charyzmatów:

Nadzwyczajne dary zostały nadane w celu założenia kościoła, służyły jego ugruntowaniu na świecie, ale ponieważ kanon Pisma Świętego został zakończony, a kościół chrześcijański w pełni ugruntowany i ustanowiony, te nadzwyczajne dary ustały .

Przeciwnikom pierwszego przebudzenia przewodził Charles Chauncy (1705–1787), uważany za najbardziej wpływowego duchownego protestanckiego w Nowej Anglii. Jako purytanin „starej cegły” zwalczał wszelkie przejawy ożywienia, wpływając równocześnie na rozwój intelektualnej, sceptycznej wobec jakiejkolwiek nadprzyrodzoności, liberalnej teologii protestanckiej. Chauncy określił zewnętrzne manifestacje entuzjazmu jako dziwny, obcy ogień (ang. strange fire). Stanowczo atakował je, jako zjawiska typowe dla katolicyzmu:

To zatem silne przesłanki przemawiające przeciwko każdemu, że działa w nich dziwny ogień, gdy wpadają w stany omdlenia i mają cielesne objawy rzeczy, które trzeba oceniać duchowo, ponieważ to atrakcje powszechnie obecne wśród wszelkiego typu entuzjastów. Na początku reformacji całe rzesze pretendowały do tych niecodziennych spraw; zawsze jednak byli oni tamą dla reformacji i jej hańbą: żadne wizje czy transy nie są gdziekolwiek indziej bardziej powszechne niż wśród Papistów; Żywoty Świętych pełne są relacji tego typu.

### Friedrich Schleiermacher

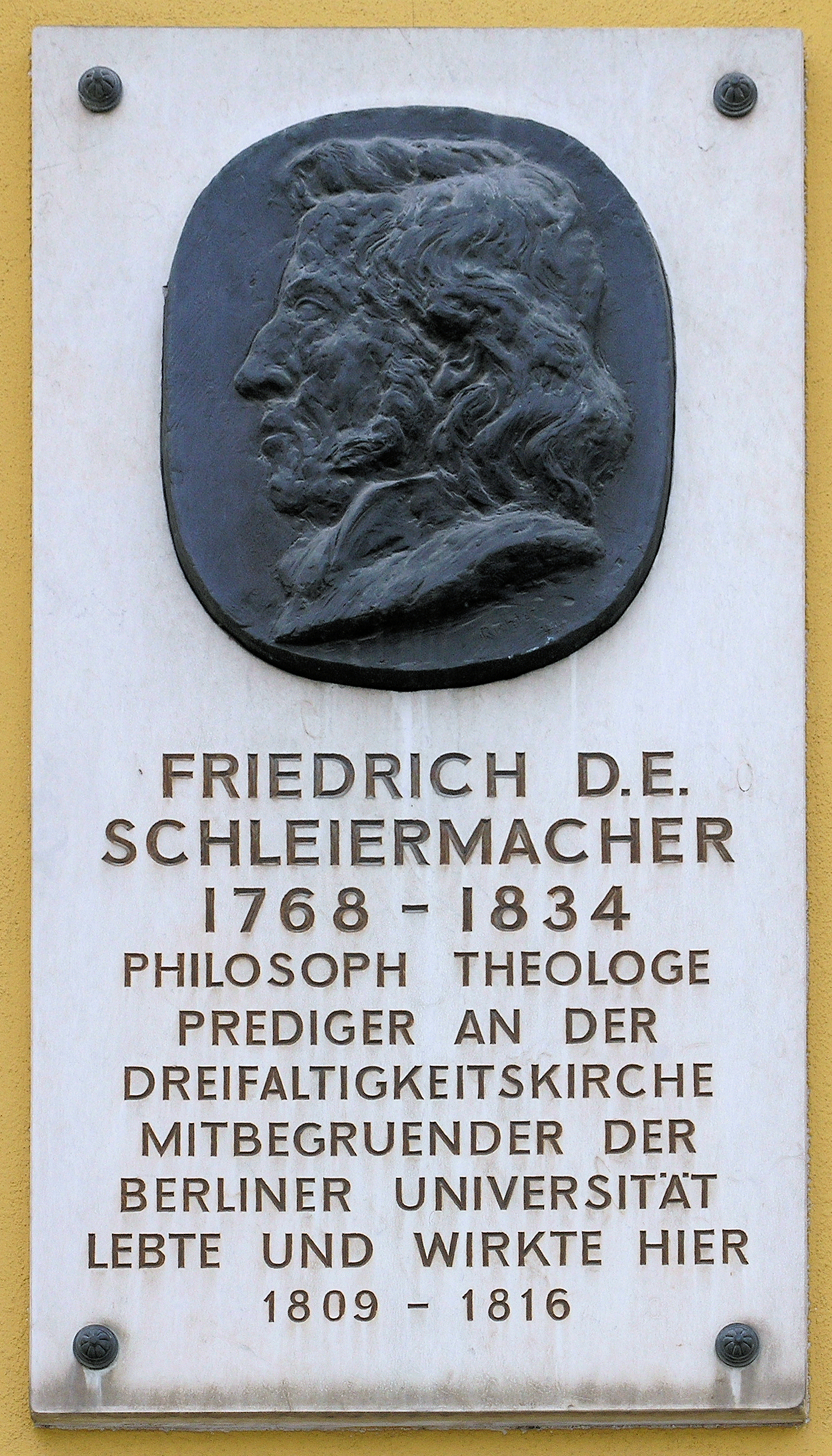
Friedrich Schleiermacher, prekursor protestanckiej teologii liberalnej, negującej nadprzyrodzone dary

Kolejnym kamieniem milowym w protestanckiej negacji realności charyzmatów był wpływ, jaki wywarł Friedrich Schleiermacher, określany jako jeden z największych apologetów protestanckich. Pozostawał on pod decydującym wpływem filozofii luteranina Immanuela Kanta, od którego przejął pogląd, że Bóg i Jego wszechmoc nie może się objawić w konkretnym czynie, gdyż Bóg ex definitione nie jest ani przestrzenny, ani czasowy, zatem nie może się lokalizować w oznaczonym czasie i miejscu. W związku z tym Schleiermacher stanowczo odrzucał typowo wówczas katolickie rozumienie zjawisk nadprzyrodzonych, jako łamanie praw natury lub manifestację mocy Bożej w życiu wierzących. Według niego istnieje tylko jeden cud globalny, jakim było stworzenie świata i jego natury, a jakiekolwiek nadprzyrodzone i cudowne działanie jednostkowe obecnie, byłoby burzeniem porządku, który Bóg sam stworzył i strzeże.
Nieco inaczej podchodził do cudów biblijnych, zwłaszcza dokonanych przez Jezusa Chrystusa, jednakże i je próbował pozbawić, przynajmniej częściowo, nadprzyrodzonej realności. Twierdził, że w Piśmie Świętym nie jest łatwo odróżnić zdarzenia naturalne od nadnaturalnych. Opisy znaków i cudów uważał za sposób przekazania motywów działalności Chrystusa jako przyjaciela człowieka, a Jego czyny w gruncie rzeczy były działaniami ludzkimi, którymi oddziaływał psychicznie i fizycznie na ludzi cierpiących.
Friedrich Schleiermacher wywarł znaczny wpływ na protestantyzm XIX i XX wieku, przyczyniając się walnie do powstania teologii liberalnej i modernizmu, których pierwszym źródłem również była filozofia Kanta. Ks. prof. Marian Rusecki, w opracowaniu Cud w myśli chrześcijańskiej, podsumował, iż: Najpierw Luter całkowicie zsubiektywizował fakt cudu, redukując go do wydarzenia czysto wewnętrznego, wiary i odpuszczenia grzechów. Interpretacja Lutra była kontynuowana i rozwijana w protestantyzmie. Kant stworzył do niej filozoficzne podstawy, co pogłębił jeszcze, zwłaszcza od strony psychologicznej, Schleiermacher, sprowadzając cud do religijnego odczucia dzieł Bożych w świecie czy całego wszechświata. Luter stworzył reformacyjną dogmatykę, na którą powołują się niemal wszyscy protestanci, Kant filozoficzne podstawy ich teologii, a Schleiermacher wyciągnął z tego praktyczne konsekwencje dla ich apologetyki i rozumienia cudu. Ci trzej wywarli największy wpływ na sposób rozumienia tej problematyki przez protestantów.

### Pojedyncze wyłomy
Jednym z pierwszych pastorów w XIX wieku, otwarcie odrzucających protestancki cesacjonizm, był Edward Irving, szkocki prezbiterianin, który w 1828 roku doznał duchowej przemiany i przyjął kontynuacjonizm, głosząc odtąd aktualność darów charyzmatycznych i odnowienie  pięciorakiej służby. Na prowadzonych przez niego nabożeństwach pojawiły się dary języków, proroctwa i uzdrowień, w związku z czym został pozbawiony urzędu ministra Kościoła Szkocji oraz ekskomunikowany z jego londyńskiej gminy. Założył wówczas własną wspólnotę charyzmatyczną w Londynie w 1834 roku, lecz wkrótce zmarł. Edward Irving stał się inspiracją dla kolejnych protestantów zrywających z cesacjonizmem i uważany jest za prekursora pentekostalizmu, a zwłaszcza nurtu neocharyzmatycznego.
Johann Christoph Blumhardt (1805–1880), luterański teolog i proboszcz w Möttlingen (obecne dzielnica Bad Liebenzell), w 1842-43 roku przeprowadził tam uwolnienie opętanej kobiety, która po skończeniu egzorcyzmu wykrzyknęła: Jesus ist Sieger! (Jezus jest zwycięzcą!). Blumhardt uczynił to zawołanie hasłem swej służby, opartej na odkrytym ponownie teologicznym paradygmacie Christus Victor, który został porzucony w teologii scholastycznej i reformacyjnej. W efekcie nastąpiło ożywienie wiary wśród mieszkańców, którzy licznie przychodzili do niego prosząc o posługę uzdrowienia i uwolnienia oraz indywidualną spowiedź. Dochodziło do licznych nawróceń i uzdrowień, ponadto zaczął on prowadzić działalność charytatywną i przedszkole, głosił zbliżanie się nowej Pięćdziesiątnicy. Władze kościelne nakazały mu zaprzestanie działalności, zwłaszcza posługi uzdrawiania. Był określany jako Schwärmer (fanatyk). W 1852 roku kupił dom zdrojowy w Bad Boll i przekształcił w niezależny ośrodek rekolekcyjny z posługą uzdrowienia i uwolnienia, do którego przyjeżdżali ludzie z całej Europy.
Ethan Allen (1796–1879), duchowny episkopalny, historyk i archiwista z Maryland, był pierwszym pastorem amerykańskim, który praktykował stałą posługę modlitwy o uzdrowienie, rozpoczętą w 1848 roku. Następnie Andrew Murray (1828-1917) –  południowoafrykański pastor i nauczyciel, pod wpływem Johanna Blumhardta odrzucił protestancki cesacjonizm i głosił aktualność uzdrowień i innych darów charyzmatycznych oraz przewodził tamtejszemu przebudzeniu w latach 60. XIX wieku. Kolejnym był Albert Benjamin Simpson (1843–1919), kanadyjski teolog i kaznodzieja, założyciel denominacji Chrześcijański i Misyjny Sojusz, prekursor obecnej idei globalnej ewangelizacji. Hasłem jego nauczania była Czworaka Ewangelia (ang. Fourfold Gospel): Jezus jako Zbawiciel, Uświęciciel, Lekarz i Przychodzący Król. Simpson jest uważany za prekursora pentekostalizmu, jako że głosił aktualność wszystkich charyzmatów, łącznie z językami, główny nacisk kładł jednak na uzdrowienie, gdyż sam go doświadczył, gdy pojął je jako część błogosławieństwa w Chrystusie. W latach 1880–1901 napisał 25 książek na te tematy. Został odrzucony przez kościoły protestanckie, nie wierzące w uzdrowienia.
Ponadto kilku teologów w Stanach Zjednoczonych nauczało w tym stuleciu o aktualności uzdrowień i innych charyzmatów Ducha Świętego, wśród nich baptysta Adoniram Judson Gordon (1836–1895) i episkopalianin Charles Cullis (1833-1892), który w 1873 roku odwiedził Blumhardta i sam skutecznie praktykował modlitwę za chorych. Idee Simpsona i Cullisa przeniósł do Wielkiej Brytanii William Edwin Boardman (1810–1886), założyciel ruchu the Higher Life, organizator Konferencji o świętości i uzdrowieniu w 1885 roku w Londynie, która jest przez część badaczy uważana za punkt zwrotny w podejściu do tych kwestii i jeden z początków pentekostalizmu.
Różnorodnych sprzeciwów w USA doświadczyła w tym okresie Maria Woodworth-Etter, nazwana później „babcią ruchu pentekostalnego”, atakowana z powodu licznych uzdrowień, uwolnień i zjawisk, takich jak odpoczynek w Duchu, zachodzących podczas gdy głosiła oraz jej proroctw. Przekonywała, że cudowne uzdrowienia i inne przejawy Bożej mocy powinny być czymś oczywistym w całym Kościele. Wielokrotnie otrzymywała listy z groźbami śmierci, prasa ją oczerniała. Specjalnie przyprowadzano na nabożeństwa chorych umysłowo, a potem ich zachowanie miało być dowodem, że jej nauczanie prowadzi ludzi do obłędu, nasyłano grupy chuliganów, by siały niepokój na spotkaniach, kilkakrotnie wkładano ładunki wybuchowe do pieców, przeciwnicy codziennie przez jakiś czas wzywali policję, aby położyła kres posłudze. Niektórzy kaznodzieje protestanccy zwalczali ją w kazaniach, nazywając jej głoszenie zwiedzeniem i transową ewangelizacją oraz oskarżając o zmowę z szatanem. Czterokrotnie była aresztowana, za ostatnim razem postawiono ją przed sądem za prowadzenie działalności medycznej bez zezwolenia oraz hipnotyzowanie ludzi i wprowadzanie ich w trans. Proces ten, w którym wielu świadków stawało w jej obronie, przyczynił się do zapoczątkowania zrozumienia i zaakceptowania tego typu chrześcijańskiej posługi.
W drugiej połowie XIX wieku, wśród protestantów w USA, ale wykraczając też poza granice kraju, działał pierwszy ruch wiernych głoszący aktualność wszystkich charyzmatów Ducha Świętego oraz przywrócenie pięciu darów służby. Opierał się na teologii Christus Victor. Ponieważ kładł on szczególny nacisk na dary uzdrowień, nadano mu nazwę the Faith Cure (Leczenie Wiarą). Włączyli się do niego także Murray, Gordon, Simpson i Boardman. Został on uznany za herezję i zwiedzenie, a jego członkowie i wspólnoty go tworzące były usuwane z różnych denominacji protestanckich. Ruch Faith Cure został nie tylko zakazany, ale całkowicie przemilczany w późniejszych publikacjach i dopiero katolicki historyk Kościoła, Raymond J. Cunningham przypomniał o nim w 1974 roku. Kolejni badacze tego tematu, Paul Chappell i William L. DeArteaga, opisywali fakt wykreślenia go z historii amerykańskiego protestantyzmu, a przede wszystkim stłumienia wówczas, przez całkowitą dominację cesacjonizmu, możliwości odnowy duchowej społeczeństwa. DeArteaga napisał o tym:

Zwyciężył duch faryzeizmu. Ale największą tragedią są utracone możliwości dla amerykańskiego chrześcijaństwa. Świat chrześcijański mógł zebrać ogromne żniwo uzdrowienia, odrodzonej Pięćdziesiątnicy i mocy w modlitwie. Zamiast tego nawałnica cesacjonizmu i niepostrzeżenie wkradającej się herezji zniszczyła plony w momencie, gdy były już prawie dojrzałe. Do zebrania pozostały tylko resztki.

### Benjamin Breckinridge Warfield
Protestancki cesacjonizm, w dziesięcioleciach na przełomie XIX/XX wieku, umocnił Benjamin Breckinridge Warfield (1851–1921). Był on rektorem prezbiteriańskiego Princeton Theological Seminary w Princeton w latach 1886-1902 i jednym z najbardziej wpływowych teologów protestanckich tego okresu. Wcześniej przebywał pewien czas w Lipsku, gdzie poznawał luterańską teologię niemiecką, m.in. od Franza Delitzscha. Jego celem była obrona nieomylności Biblii, wobec ówczesnej dominacji poglądów Schleiermachera. Był przede wszystkim apologetą protestantyzmu reformacyjnego, na czele z sola scriptura, broniąc też stanowczo doktryny ustania charyzmatów:

Dary te były potrzebne do uwierzytelniania apostołów. Stanowiły one część uwiarygadniającą apostołów jako autorytatywnych przedstawicieli Boga i ich pracę której celem było założenie kościoła. Zatem funkcja tych darów ograniczała się wyraźnie do czasów kościoła apostolskiego i dary te musiały odejść wraz z nimi. Nie można oczekiwać aby cudowne dary, będące znakiem potwierdzającym objawienie boże miały swoje miejsce i dzisiaj w kościele, a to dlatego, że objawienie zostało zakończone .

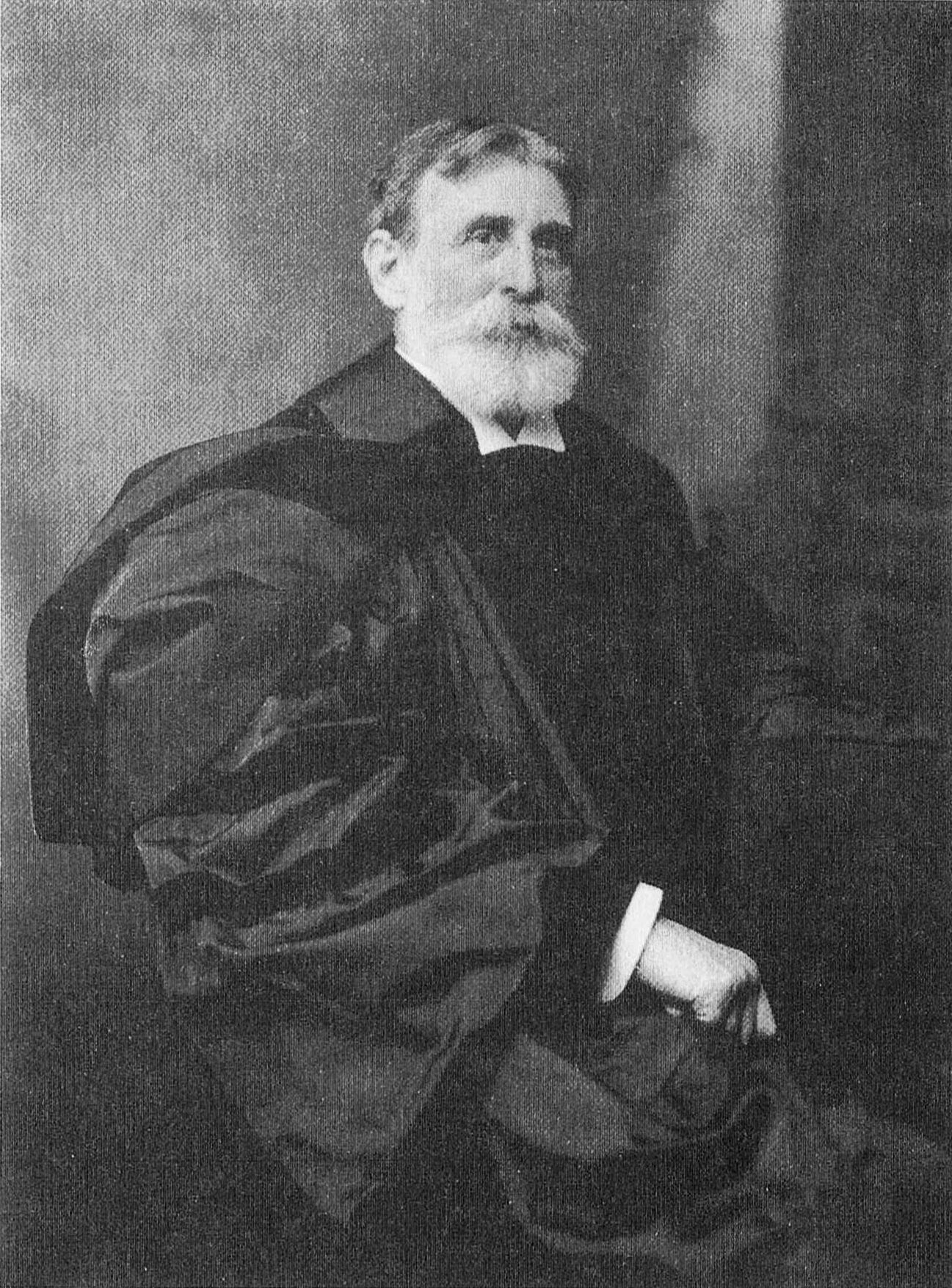
Benjamin Breckinridge Warfield, protestancki cesacjonizm przeciwstawiał katolicyzmowi

Benjamin Warfield jednak nieco złagodził reformacyjny cesacjonizm, dopuszczając ewentualność, że niektóre charyzmaty mogły się jeszcze sporadycznie pojawiać do IV wieku. Ta forma cesacjonizmu powstała, wobec niezaprzeczalnych świadectw Ojców Kościoła, już w XVII wieku wśród anglikanów, stworzył ją arcybiskup Canterbury John Tillotson, a przyjmowali w następnym stuleciu: Nathaniel Marshall, Daniel Waterland, John Chapman i William Whiston. Warfield próbował podważać wartość świadectw patrystycznych, aby wzmocnić tezę o zaniku charyzmatów. Pojęcie kościoła apostolskiego rozciągnął na cały czas kształtowania się kanonu Biblii, gdy znaki charyzmatyczne miały uwierzytelniać głoszenie, dopóki wszystkie kościoły lokalne nie posiadły Pism. Wprowadził on do protestanckiego myślenia stereotyp cezury Konstantyńskiej, jakoby zaprzestanie prześladowań Kościoła w 313 roku i umożliwienie mu normalnego funkcjonowania, było końcem „prawdziwego chrześcijaństwa”, a zatem i prawdziwych darów duchowych. Późniejsze zjawiska uznawał za fałszywe, zaczerpnięte z różnych tradycji pogańskich, negując całkowicie Boże pochodzenie charyzmatów i cudów w Kościele katolickim, tak w średniowieczu, jak jemu współczesnych.
Warfield wprowadził tym do apologetyki protestanckiej podwójne standardy, stosowane do dzisiaj w ewangelikalizmie, gdzie prawdy wiary leżące ściśle w kręgu protestanckiej ortodoksji są bronione z pozycji fundamentalistycznych przed krytyką ze strony liberalnych teologów i ateistycznych religioznawców, ale prawdy wiary spoza tego kręgu, a należące do katolicyzmu, są podważane właśnie ich narzędziami. W ten sposób, wbrew swym intencjom, wprowadził liberalną teologię także do Princeton Theological Seminary. Jon Mark Ruthven, profesor Regent University School of Divinity w Virginia Beach, w swej pracy On the Cessation of the Charismata z 1993 roku, poddał krytyce koncepcję cudów, argument historyczno-krytyczny i hermeneutykę biblijną Warfielda, jako niespójne i słabe. Ruthven wykazał, że jeśli chodzi o pobiblijne, historyczne zapisy o cudach, Warfield korzystał z narzędzi i argumentów, których liberałowie używali, odnosząc się do Biblii. Posługiwał się wewnętrznie niespójną i sprzeczną metodą historyczną, bowiem gdyby apologetykę, której używał odnośnie cudów biblijnych, stosował konsekwentnie, oznaczałoby to również akceptację cudów pobiblijnych, a gdyby zastosował historyczno-krytyczną metodę także do Biblii, musiałby zaprzeczyć bibjnym cudom. W ten sposób szerzej otworzył drzwi sceptycyzmowi liberalnego protestantyzmu .
Za „najczystszą religię” uważał kalwinizm (Calvinism is just religion in its purity), a za jej najlepszy wyraz purytańskie Westminsterskie Wyznanie Wiary. Również w swym cesacjonizmie, jako wymierzonym równocześnie w katolików i charyzmatyków wśród protestantów, uważał się za kontynuatora Kalwina. Przebudzenia uznawał za sprzeczne z nim, dlatego zwalczał w protestantyzmie nie tylko liberalną teologię i modernizm, ale i XIX-wieczne ruchy przebudzeniowe. Atakował Karola Finneya, Adonirama Gordona, Alberta Simpsona, Williama Boardmana, ruch Faith Cure, a przede wszystkim Edwarda Irvinga, jako prekursora przenikania do protestantów kontynuacjonizmu. Polemizował z kard. Janem Newmanem, konwerytą na katolicyzm, który zaczął bronić stałej obecności cudów w Kościele. W kolejnych latach zwalczał ruch zielonoświątkowy. Swoje cesacjonistyczne poglądy zebrał w książce Counterfeit Miracles (Podrobione cuda) .
Jak istotową właściwością protestantyzmu, według Warfielda, jest brak jakichkolwiek przejawów nadprzyrodzonych darów i cudów, określony przez sola scriptura, tak katolicyzm jest konstytuowany przez jego stałą charyzmatyczność, uważaną przez niego, z racji przyjętej przesłanki cesacjonistycznej, za nieautentyczną. W Counterfeit Miracles pisał, że ta ciągła manifestacja nadprzyrodzonych mocy w jego łonie, stanowi chlubę Kościoła Rzymskiego, odróżniając go przez to od protestantów:

This continuous manifestation of supernatural powers in its bosom constitutes one of the proudest boasts of the church of Rome; by it, it conceives itself differentiated, say, from the Protestants.

### Deklaracja Berlińska
Ruch zielonoświątkowy, rozpoczęty na początku XX wieku, spotkał się z gwałtownym i zdecydowanym sprzeciwem wszystkich denominacji protestanckich. Najostrzejsze ataki przyszły ze strony środowisk, które obecnie niektórzy uważają za prekursorów pentekostalizmu, a mianowicie z ruchu uświęceniowego w USA i pietystycznego w Niemczech i Austro-Węgrzech. Przebudzenie przy Azusa Street w 1906 roku i kolejne określono jako ostatnie wymioty szatana, a ich uczestnicy to szatańscy kaznodzieje, żonglerzy, nekromanci, czarodzieje, magicy i wszelkiego typu żebracy. W kolejnych latach dochodziło też do aktów przemocy, jak palenie domów i miejsc modlitw zielonoświątkowców, obrzucanie kamieniami, bicie, zatruwanie studni, różne oskarżenia. Wszystkie osoby, które przejawiały dary charyzmatyczne, albo choćby uznawały je za aktualne, były ekskomunikowane z protestanckich kościołów. Z tego powodu powstały wspólnoty pentekostalne, a jedną z pierwszych w świecie był Związek Stanowczych Chrześcijan wśród Polaków na Śląsku Cieszyńskim, utworzony w 1908 roku, rok później usunięty z kościoła luterańskiego, nazwany wówczas potocznie po polsku Zielonoświątkowcami.
W tym czasie, podobną rolę w umacnianiu cesacjonizmu, co Warfield wśród reformacyjnych protestantów, odegrał James Monroe Buckley wśród metodystów. Także w kolejnych dziesięcioleciach, byli tacy którzy nadal wierzyli w uzdrowienia czy praktykowali modlitwę za chorych, tworzyli nieznaczną mniejszość w swojej grupie wyznaniowej.
W 1909 roku kilkudziesięciu protestanckich teologów i pastorów z całego terenu ówczesnej Rzeszy Niemieckiej, reprezentujących głównie Sojusz Ewangelicki i Ruch Pobożnych, wydało Deklarację Berlińską (niem. Berliner Erklärung), której bezpośrednim powodem było pojawienie się ruchu zielonoświątkowego w Niemczech, począwszy od Kassel, któremu przewodził pastor Jonathan Paul. W dokumencie określono charyzmaty przejawiające się w tym ruchu, jako dzieło szatana. Deklaracja Berlińska była w owym czasie najpełniejszym i najbardziej znanym wyrazem protestanckiego cesacjonizmu, wykluczającego możliwość aktualnego istnienia w chrześcijaństwie darów charyzmatycznych. Wzniosła na pięćdziesiąt lat mur między tradycyjnymi protestantami, a zielonoświątkowcami. Stwierdzono w niej m.in.:

Tak zwany ruch zielonoświątkowy nie pochodzi z góry lecz z dołu; ma wiele cech wspólnych ze spirytyzmem. Działają w nim demony, które prowadzone przez szatana w przebiegły sposób mieszają prawdę z kłamstwem w celu zwiedzenia dzieci Bożych. W wielu przypadkach tak zwani „Duchem obdarzeni” później okazali się osobami opętanymi. Duch tego ruchu uwiarygadnia się przez Słowo Boże, lecz odsuwa je w cień przez tak zwane „proroctwa i objawienia”.
Uznanie ruchu tego rodzaju za dar od Boga, jest rzeczą niemożliwą. Jest oczywiście niewykluczone, że na spotkaniach gdzie jest głoszone Słowo Boże, które samo w sobie ma moc, pojawią się owoce. Niedoświadczeni bracia i siostry widząc błogosławieństwa i owoce działania Słowa Bożego, zostają przez to zmyleni. Jednakże błogosławieństwa i owoce Słowa Bożego absolutnie nie zmieniają kłamliwego charakteru całego tego ruchu.
Obecny w tym ruchu duch wywołuje psychiczne i fizyczne manifestacje energetyczne i przejawy mocy; ale jest on duchem kłamstwa, to jest fałszywy duch. On się takim ujawnił. Ohydne zjawiska jak upadanie, skurcze mięśni twarzy, drżenie, krzyki, paskudny i głośny śmiech, itp. objawiają się w zebraniach nawet obecnie. Nie będziemy się więcej zastanawiać nad tym, czy te zjawiska mają pochodzenie demoniczne, są wynikiem histerii lub czy są też przejawami cielesności. Bożym działaniem te zjawiska nie są.

### Neoortodoksja i fundamentalizm
W latach 20. pojawiła się wśród protestanckich teologów reakcja na niemal wszechwładne panowanie teologii liberalnej. W Europie zainicjował ją kalwiński pastor Karl Barth, którego poglądy wywarły znaczący wpływ na całościowe rozumienie chrześcijaństwa w XX wieku, zarówno w protestantyzmie, jak i katolicyzmie. To on np. wymyślił przeciwstawienie pojęć wiara i religia (modne w ostatnich dziesięcioleciach w ewangelikalizmie), gdzie ta druga jest rozumiana jako jedynie ludzka, naturalna dążność ku Bogu, wbrew przyjętemu powszechnie od wieków językowi Biblii i teologii, w którym religia jest wyrazem wiary.
Karl Barth oraz jego przyjaciel Emil Brunner stworzyli nurt określany jako neoortodoksja, gdyż miał bronić tradycyjnego protestantyzmu, w tym również wiary w cuda biblijne, w połączeniu m.in. z nową teologią dialektyczną. Barth odchodził od dogmatu solum verbum, dając większe znaczenie znakom charyzmatycznym, niż Luter. Przyznawał w Objawieniu pierwszeństwo słowu, ale w porządku logicznym, podkreślając zarazem, że działanie Boże nie może być uważane ze mało istotne, gdyż słowo Boże i działanie są równorzędnymi środkami objawienia wzajemnie się objaśniającymi. Przeciwstawiał się liberalnej teologii, akcentując realność znaków i cudów biblijnych, uznawał urzeczywistnianie się w świecie Królestwa Bożego przez panowanie Chrystusa, i nawet wysoko cenił Blumhardta, ale jednak trwał przy cesacjonizmie, przez swój autorytet umacniając go.
W USA obrona przed teologią liberalną określona została jako fundamentalizm. Pozostawał on pod silnym wpływem Warfielda i podobnie jak on, zachowywał dwoistość w podejściu do kwestii darów charyzmatycznych. Fundamentalizm bronił usilnie realności nadzwyczajnych przejawów Ducha Świętego opisanych w Biblii, pozostając sceptyczny wobec ich późniejszego występowania w Kościele. Fundamentaliści wprawdzie wierzyli w możliwość np. jednostkowych cudownych uzdrowień, ale tylko na zasadzie szczególnej odpowiedzi Boga na modlitwę, a nie jako daru i byli radykalnymi przeciwnikami zielonoświątkowców. Fundamentalizm, choć przeciwstawiał się liberalizmowi, razem z nim przyczynił się do utwierdzania poglądów cesacjonistycznych wśród amerykańskich protestantów. W efekcie, jak napisał w 2016 roku Randy Clark, na podstawie swych badań, z teologicznego punktu widzenia amerykańskie i europejskie kościoły protestanckie były – i nadal są – bastionami sceptycyzmu i niewiary w uzdrowienia i cuda w Kościele.

### Rudolf Bultmann
Przyjaciel Karla Bartha, Rudolf Bultmann, przyczynił się do całkowitego zanegowania w protestanckiej teologii zjawisk nadprzyrodzonych. Bultmann rzucił głośne w biblistyce hasło „odmitologizowania” Nowego Testamentu. Nie było ono jego autorostwa, gdyż już w XIX wieku głosił je luterański teolog David Friedrich Strauss, uczeń Friedricha Schleiermachera i Georga Hegla. Strauss odrzucił historyczność Ewangelii, dowodząc, że jest ona zbiorem mitów i podań, których nie da się zweryfikować. Zastosował dialektykę Hegla do interpretacji chrześcijaństwa, aby pogodzić „dialektycznie” interpretację naturalistyczną z nadprzyrodzoną, jako jedyne wyjście uznając hermeneutykę mityczną.
Bultmann kontynuował myśl Schleiermachera i Straussa, jednak oparł swój pogląd nie tylko na spekulacji, choć filozoficznym podłożem był dla niego egzystencjalizm Martina Heideggera, ale na biblistycznej metodzie historyczno-krytycznej. W jego ujęciu cuda biblijne, łącznie z cudami zdziałanymi przez Jezusa Chrystusa, którego historyczność uznawał, to mity, lub zmyślone opowieści, których celem było uczenie prawd teologicznych. Chociaż skrajne wnioski Bultmana nie zostały szeroko przyjęte, to jednak jego metoda i podejście do zagadnienia nadprzyrodzoności stały się powszechne wśród biblistów XX wieku i ogólnie w liberalnym protestantyzmie, tym bardziej odnośnie do późniejszych i aktualnych tego typu zjawisk w Kościele. Rudolf Bultmann zakończył w ten sposób proces negowania przez protestantów realności cudów i charyzmatów Ducha Świętego oraz ich aktualnej roli dla wiary, rozpoczęty przez Marcina Lutra.

## Przełom charyzmatyczny
W 1946 roku Harald Bredesen, luterański pastor z Nowego Jorku, ordynowany dwa lata wcześniej, odczuwając słabość swego życia duchowego, udał się do górskiej pustelni w Alleghenach, aby samotnie modlić się o Ducha Świętego (zatem uczynił dokładnie to, co potępia luteranizm w Apologii Konfesji Augsburskiej XIII. 13). Po wielu dniach doznał przeżycia pentekostalnego i zaczął modlić się w nieznanym języku zawierającym, jak potem napisał, najpiękniejsze samogłoski i spółgłoski. Zbiegł z góry do pobliskiej osady, mówiąc w tym języku, a jeden z mieszkańców odpowiedział w nim, lecz Bredesen nie zrozumiał i zamilkł, a wówczas mężczyzna ten spytał po angielsku: Jak może pan mówić po polsku, a nie rozumieć tego języka? Pastor odrzekł: Mówiłem po polsku?, a tamten odparł: Oczywiście. To był polski. Harald Bredesen wrócił do parafii, będąc pierwszym pastorem w XX wieku, który za odrzucenie cesacjonizmu i „entuzjazm” nie został ekskomunikowany z tradycyjnej denominacji protestanckiej, lub pozbawiony urzędu i nazwany „sługą diabła”, ale pozostał duchownym w swoim kościele. Był jednak przez długie lata samotny wśród współwyznawców.
W latach 50. podobnego przeżycia doznało kilku innych pastorów protestanckich: w 1952 roku metodysta Tomy Tysson, w 1953 roku Don Basham z Disciples of Christ, w 1954 Agnes Sanford, żona wikarego episkopalnego i menonita Gerald Derstine oraz w 1956 prezbiterianin James Brown, lecz również pozostawali w ukryciu. W 1956 roku dołączył do nich także Richard Winkler, rektor episkopalnego kościoła Trójcy Świętej w Wheaton (Illinois) i zaczął w nim propagować pentekostalizm, lecz komisja episkopalna ostrzegła, że jest to złudzenie i diabelskie zwiedzenie. Pomimo tego, jego biskup pozwolił mu pozostać rektorem, co było wydarzeniem bez precedensu w dziejach protestantyzmu.
3 kwietnia 1960 roku Dennis Bennett, proboszcz episkopalnej parafii św. Marka w Van Nuys (Kalifornia), oświadczył podczas kazania, że kilka miesięcy wcześniej przeżył chrzest w Duchu Świętym i mówił nieznanym językiem. W tym momencie inny duchowny zdjął komżę i wyszedł z kościoła na znak protestu. W następnych dniach opisała to prasa całego kraju, w tym Time i Newsweek. Ich biskup, w liście pasterskim, wydał zakaz mówienia językami pod auspicjami kościoła, określając je jako herezja w zarodku i niebezpieczeństwo dla pokoju i jedności kościoła. Bennett został przeniesiony do kościoła św. Łukasza w Seattle i tam jego nauczanie o aktualności charyzmatów zostało zaaprobowane. Pięćdziesięciu wiernych i czternastu duchownych episkopalnych w tym mieście również doznało przeżycia pentekostalnego w lipcu tego roku, a on pozostał tam w służbie.
Od tego momentu zaczął się rozwijać ruch, nazwany na początku neozielonoświątkowym, który Harald Bredesen w 1962 roku określił po raz pierwszy jako „odnowa charyzmatyczna”. W kolejnych kilku latach pojawiali się charyzmatyczni pastorzy i wierni różnych denominacji: luteranie, episkopalianie, baptyści, prezbiterianie, metodyści. Powstawały w nich ruchy odnowy, takie jak Episcopal Renewal Ministries, założony przez Benneta, czy Luterańska Odnowa Charyzmatyczna. Najbardziej znany ewangelista protestancki, Billy Graham oświadczył: Wielkie denominacje patrzyły krzywo na braci zielonoświątkowców z powodu nacisku, jaki kładą na doktrynę o Duchu Świętym, ale nadszedł czas, by dać Duchowi Świętemu należne mu miejsce w Kościele. Musimy na nowo zrozumieć, co to znaczy być ochrzczonym Duchem Świętym. Po ponad czterystu czterdziestu latach od rozpoczęcia reformacji, dopuszczono możliwość bycia równocześnie protestantem i charyzmatykiem. W 1963 roku ogólnoświatowy konwent Wspólnoty anglikańskiej zaakceptował posługę uzdrawiania i uznał, że Bóg nie chce naszych chorób. W 1972 roku ogólnoświatowe zgromadzenie kościołów prezbiteriańskich podobnie uczyniło, uznając że z lektury Nowego Testamentu jasno wynika, że zdrowie ciała, ducha i duszy jest ostateczną wolą Boga. W 1991 roku w Norymberdze, na spotkaniu tradycyjnych protestantów niemieckich z charyzmatykami, teolog luterański Klaus Eickhoff, w imieniu tych pierwszych oświadczył, że Deklaracja Berlińska jest nieważna.
Równocześnie wiele osób zaczęło kościoły i denominacje typu zielonoświątkowego uważać za protestanckie, zwłaszcza w niektórych krajach, jak Polska, gdzie znajomość rzeczywistych doktryn reformacyjnych jest znikoma. Jednak liczni sami ich wyznawcy w różnych krajach oraz teologowie i historycy Kościoła, zarówno z ruchów charyzmatycznych, np. Randy Clark, jak spoza nich, np. bp Lesslie Newbigin, dowodzą, że pentekostalizm jest odrębnym, trzecim obecnie głównym nurtem chrześcijaństwa, obok katolicyzmu z prawosławiem i protestantyzmu.
W XXI wieku rozwija się najnowsza fala cesacjonizmu, którą w 2013 roku wzmógł pastor baptystyczny i popularyzator fundamentalizmu protestanckiego, John F. MacArthur, książką Strange Fire: The Danger of Offending the Holy Spirit with Counterfeit Worship. W tym samym roku zorganizował cesacjonistyczną konferencję pod hasłem Strange Fire (obcy ogień), którym to pojęciem, zaczerpniętym od przeciwników pierwszego wielkiego przebudzenia, określa on współczesne przejawy darów charyzmatycznych, według niego będące dziełem ciemności i nie należy ich przypisywać Duchowi Świętemu. MacArthur jest jednym z najbardziej wpływowych cesacjonistów współczesnych, opiera się m.in. na poglądach Warfielda, od lat 70. zwalcza ruch charyzmatyczny, nazywając go koniem trojańskim w ewangelikalizmie, odpowiednim dla rzymskiego katolicyzmu i fałszywą formą chrześcijaństwa. W 1978 roku napisał krytyczną książkę The Charismatics: A Doctrinal Perspective, zaś w 1993 roku Charismatic Chaos. Ta pierwsza została wydana po polsku w 1987 roku.
Protestantyzm pozostaje w znacznym zakresie cesacjonistyczny. Randy Clark jeszcze po 2010 roku miał problemy z napisaniem pracy doktorskiej o historii darów uzdrowień i cesacjonizmu, bowiem poza szkołami zielonoświątkowymi, nie znalazł ani jednej protestanckiej uczelni w USA, która nie była sceptyczna wobec darów charyzmatycznych, oprócz United Theological Seminary w Dayton (Ohio), gdzie ją obronił. W 2016 roku pisał, że do niedawna wciąż wiele protestanckich uczelni biblijnych i seminariów duchownych dyskryminowało zielonoświątkowców i charyzmatyków, protestanckie rady misyjne nadal zwalniają charyzmatycznych misjonarzy, którzy nie wyznają teologii cesacjonistycznej, a denominacje głównego nurtu zrywają kontakty z kościołami, które posługują charyzmatycznymi darami. 500 lat protestantyzmu streścił następująco:

Przez ostatnie pięćset lat protestanccy pastorzy o liberalnych i cesacjonistycznych poglądach uczyli północnoamerykańskich i europejskich chrześcijan, by nie wierzyli lub nie oczekiwali, że w Kościele nadal istnieją dary uzdrawiania i czynienia cudów. Głosili niczym nieuzasadnioną, pozbawioną mocy ewangelię.

## Wpływ na katolików

### Katolicki kontynuacjonizm

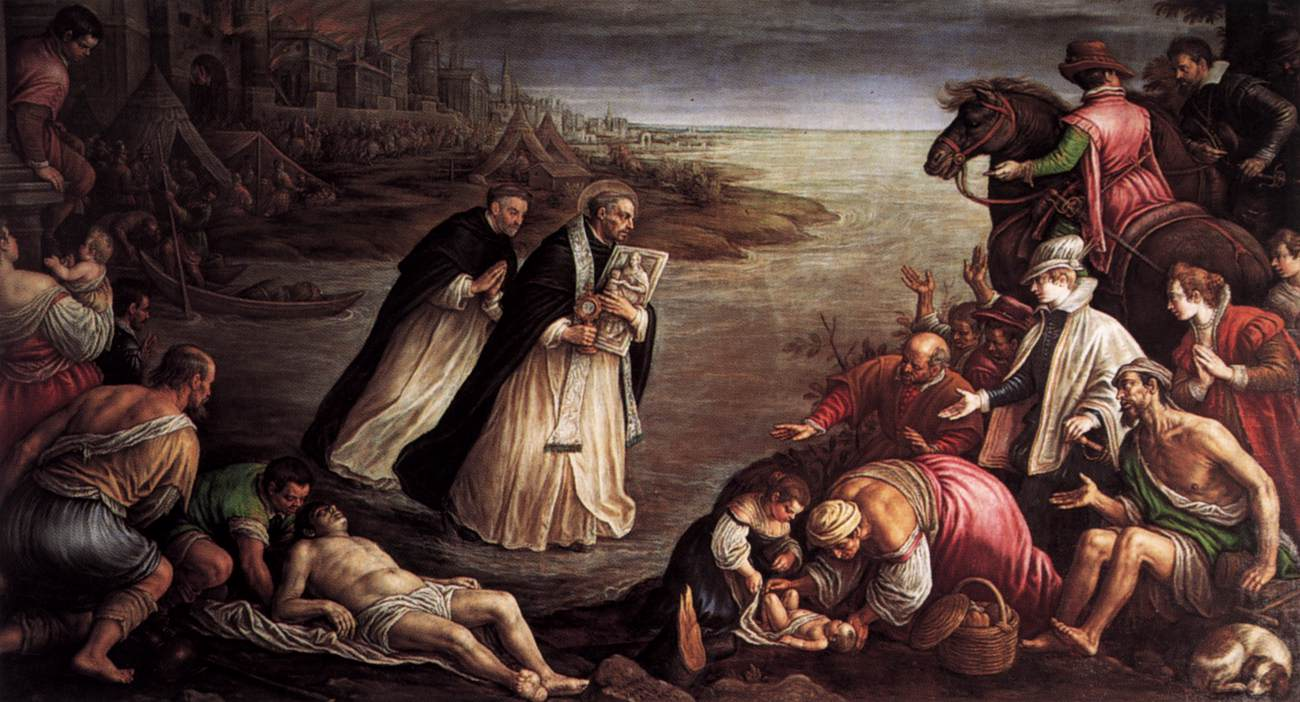
Jacek Odrowąż idący po wodzie przez Dniepr ze współbratem. Komisja badawcza w XIII wieku przypisała mu wskrzeszenie pięćdziesięciu zmarłych i uzdrowienie siedemdziesięciu dwóch umierających w samym Krakowie

Ojcowie Kościoła zgodnie potwierdzają stałą obecność posługiwania przez chrześcijan charyzmatami, zwłaszcza uzdrowień i uwolnień. Pisali o tym m.in.: Justyn Męczennik, Ireneusz z Lyonu, Tertulian, Orygenes, Atanazy Wielki, Grzegorz z Nazjanzu, Bazyli Wielki, Grzegorz z Nysy i Augustyn z Hippony, który nie tylko je opisywał, ale podobnie jak inni, sam słynął z posługiwania nimi. W VI wieku papież Grzegorz Wielki nakazał spisywanie przypadków różnego rodzaju cudów i opowiadanie o nich w kościołach. W XIII wieku św. Tomasz z Akwinu w Sumie Teologicznej omawiał charyzmatyczne dary Ducha Świętego, jako aktualnie istniejące. Średniowieczne żywoty świętych zawierają liczne opisy proroctw, uzdrowień, uwolnień od demonów, wskrzeszeń i rozmaitych znaków, cudów i dziwów, czynionych przez nich, jako coś normalnego. Akta działalności XV-wiecznego apostoła św. Wincentego Ferreriusza przypisują mu spełnienie tysięcy różnych tego rodzaju czynów. W pierwszych dziesięcioleciach XVI wieku katoliccy kaznodzieje bogato ilustrowali swoje nauczanie opowieściami o niezliczonych cudach, dziejących się wręcz na każde zawołanie.
Ten stan zmienił się znacząco pod wpływem reformacji protestanckiej. Z jednej strony, katoliccy nauczyciele i kaznodzieje skupili się na doktrynalnych polemikach, których zwieńczeniem był Sobór Trydencki i reformy po nim następujące, wśród nich większy nacisk na intelektualną formację kleryków. Z drugiej strony liczne społeczności europejskie przyjęły, dobrowolnie lub częściej pod przymusem władców, luteranizm, anglikanizm i kalwinizm, a wraz z nimi cesacjonistyczny skrypturyzm i nieufność wobec charyzmatów w katolicyzmie, jako potwierdzających tę wiarę.

### Jansenizm
Sceptycyzm wobec charyzmatycznych darów wśród katolików przyniósł ze sobą bajanizm, a zwłaszcza jansenizm, czyli kryptokalwinizm, propagowany jako powrót do „czystego Augustyna”. W XVII wieku zaznaczył się on głównie w zakonach, przejawiając się niechęcią do cudowności i dróg nadzwyczajnych. W przeciwieństwie do okresu średniowiecznego, przełożeni bardzo niechętnie patrzyli na osoby objawiające nadzwyczajne dary, jako mające postawę narażoną na błędy i złudzenia, sprzeciwiające się duchowi zgromadzenia, który nie lubi nadzwyczajności, jak np. doświadczyła tego św. Małgorzata Maria Alacoque, propagatorka kultu Najświętszego Serca Pana Jezusa.

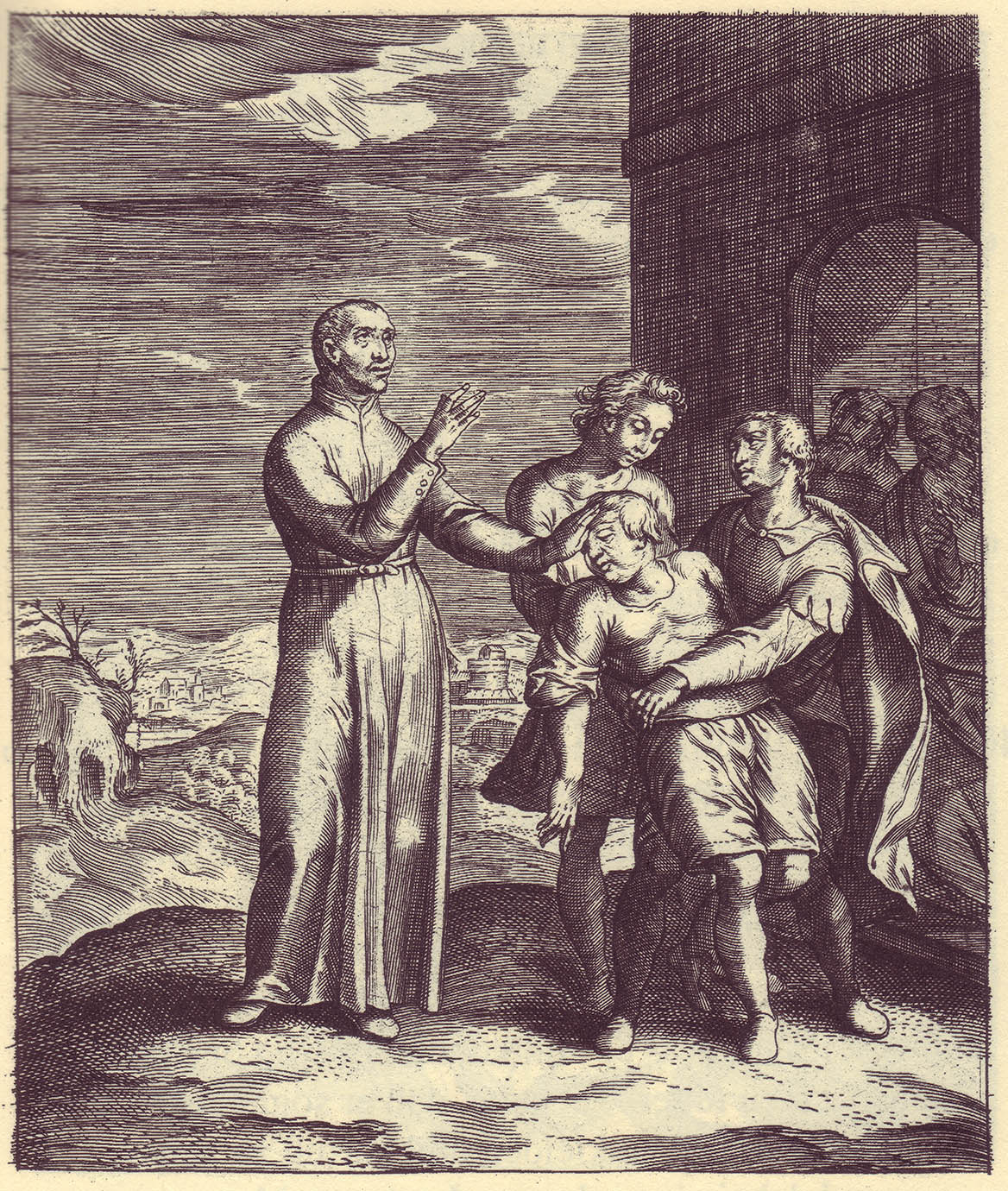
Ignacy Loyola uzdrawia chorego

Największymi przeciwnikami bajanizmu i jansenizmu byli jezuici, spośród których św. Klaudiusz de la Colombière wspierał św. Małgorzatę i jej objawienia. Założyciel jezuitów, św. Ignacy Loyola, został niegdyś oskarżony przed inkwizycją z powodu manifestacji towarzyszących czasem posłudze charyzmatycznej. Doniesiono, że w czasie prowadzonych przez niego modlitw i kazań wierni, zwłaszcza kobiety, wpadają w gwałtowny płacz, śmiech, upadają na ziemię i dostają drgawek. Ignacy wskrzesił kiedyś, wzywając imię Jezusa, człowieka, który się powiesił, aby dać mu szansę pojednania z Bogiem. Jeden z pierwszych jego współbraci, św. Franciszek Ksawery, zwany apostołem Indii, zasłynął licznymi uzdrowieniami, proroctwami, wskrzeszeniami, uspokajaniem sztormów, bilokacją i ogniem wychodzącym z serca, przypisuje mu się też dar języków.
Ponieważ to jezuici byli w tej epoce charyzmatycznie obdarzeni (choć nie tylko oni) i równocześnie zwalczali doktrynę predestynacji, a propagowali decyzję o oddaniu się Panu Jezusowi, współcześni cesacjoniści protestanccy umieszczają ich w szeregu prekursorów „diabelskich” ruchów przebudzeniowych i charyzmatycznych, jakoby „powiązanych z Rzymem”.

### Modernizm
Na początku XX wieku sceptycyzm wobec cudów wśród katolików wzmógł post-luterański modernizm wywodzący się od Friedricha Schleiermachera. Jednym z elementów modernizmu było podważanie nadprzyrodzonego charakteru cudów biblijnych i głoszenie, że dosłowna wiara w nie już nie jest stosowna dla współczesnego człowieka. Usiłował ten wpływ częściowo powstrzymać papież św. Pius X, broniąc realności darów nadprzyrodzonych już w drugim punkcie Przysięgi antymodernistycznej z 1910 roku:

Zewnętrzne dowody Objawienia, to jest fakty Boże, przede wszystkim zaś cuda i proroctwa, przyjmuję i uznaję za całkiem pewne oznaki Boskiego pochodzenia religii chrześcijańskiej i uważam je za najzupełniej odpowiednie dla umysłowości wszystkich czasów i ludzi, nie wyłączając ludzi współczesnych.

Przełom w stosunku do darów duchowych, który wówczas nastąpił, ilustrują problemy, jakie miał św. Arnold Janssen, założyciel werbistów. Przez dwa ostatnie dziesięciolecia XIX wieku istotnym wsparciem dla jego daru apostolskiego w budowaniu Zgromadzenia Słowa Bożego była Magdalena Leitner, obdarzona proroczo wierna, nadająca mu kierunek i kult Ducha Świętego. W 1885 roku kapituła określiła ją duchową matką naszego Zgromadzenia. Ufał jej także brat Arnolda, Jan Jansen, który kontaktował się też we Włoszech z bł. Heleną Guerra, nazwaną apostołką Ducha Świętego, pod której wpływem Leon XIII napisał o Duchu Świętym list apostolski Provida Matris Caritate z 1895 roku i encyklikę Divinum illud munus z 1897 roku. Biograf św. Arnolda pisze, że były inne podobne przypadki współpracy w XIX wieku, które potwierdzają istnienie sprzyjającego klimatu w Kościele katolickim, bardzo łatwo uznającego wizje i proroctwa za prawdziwe.

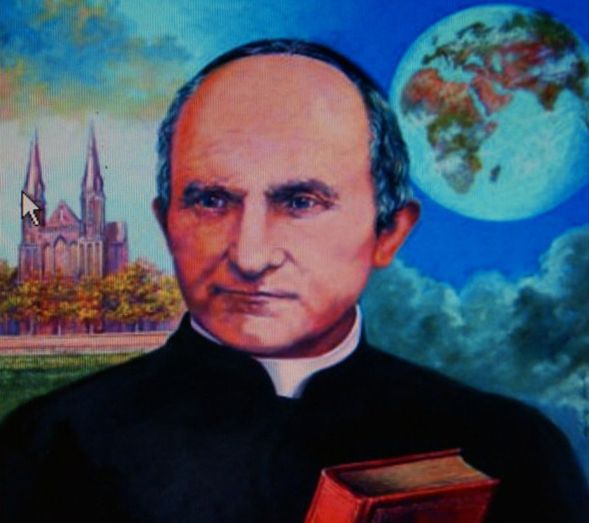
Arnold Janssen – założyciel werbistów, opierał się na wizjach i proroctwach Magdaleny Leitner

Na przełomie wieków nastąpiła radykalna zmiana. Po tym, jak pewien wizytujący hierarcha zakpił, że Zgromadzeniem rządzi białogłowa, zerwano kontakty z Magdaleną Leitner, a nawet spalono korespondencję. Podobnie siostra Aufrida, uważana zrazu za prorokinię, została jednogłośnie wybrana przełożoną, wspierających werbistów, sióstr klauzurowych, a potem pozbawiona tej funkcji i wydalona z zakonu. Konstytucje werbistów napisane przez Arnolda Janssena zawierały liczne odniesienia do Ducha Świętego z Biblii i dzieł Ojców Kościoła. Chciał on, aby zakonnicy rozwijali osobistą relację z każdą z Osób Trójcy Świętej. Na początku stulecia Komisja ds. reguł nakazała usunięcie tych wszystkich zapisów i już w konstytucjach zatwierdzonych w 1905 roku nie było ani jednej wzmianki o Duchu Świętym. Ojciec Arnold bezskutecznie próbował się odwoływać i rozżalony napisał: z części istotnych pozostała ledwo wyschnięta kość.
Papieska Komisja Biblijna nie powstrzymała zmiany w podejściu do Pisma Świętego, jaka nastąpiła wśród wpływowych biblistów i teologów w ciągu kolejnych lat, gdy zaczęła być przyjmowana protestancka metoda historii form (niem. formgeschichtliche Methode), wnosząc sceptycyzm wobec opisów zjawisk nadzwyczajnych, jako wytworu Sitz im Leben. Benedykt XV w encyklice Spiritus Paraclitus z 1920 roku ubolewał, że nie zabrakło wśród ludzi, nie tylko spoza Kościoła, lecz także wśród synów Kościoła katolickiego, owszem – co nas najbardziej boli – wśród samych duchownych i profesorów świętych nauk, którzy zadufani we własnym sądzie, otwarcie odrzucili w tym względzie Magisterium Kościoła lub skrycie je zwalczali. Fala ta miała wpływ głównie na niektóre elity kościelne, wnosząc dychotomię Bartha pomiędzy ich rozumną wiarą, a pogardzaną przez nich religijnością ludową, kierującą się naiwną wiarą w cuda, uzdrowienia, prywatne objawienia, proroctwa i realny wpływ demonów. Skutkiem tego, od lat 30., była obawa przed iluminizmem i niechęć do nowych objawień, wyrażająca się m.in. w zakazie rozpowszechniania objawień Boga Ojca według s. Eugenii E. Ravasio i kultu Miłosierdzia Bożego według św. Faustyny. Ostatnim echem tej fali był sprzeciw wobec włączenia tematu charyzmatów pod obrady soboru watykańskiego II, w październiku 1963 roku, jaki wyraził kard. Ernesto Ruffini, przeciwnik także owych objawień, a zwolennik tradycyjnego cesacjonizmu protestanckiego, opierającego się na wybranych wypowiedziach św. Augustyna, których też użył wówczas jako argumentu przeciw aktualności biblijnych charyzmatów.

### Krytycyzm
W latach 60. XX wieku nastąpiła w katolickich seminariach duchownych dominacja metody historyczno-krytycznej w wersji Bultmanna, przynoszącej powszechny wśród księży intelektualizm i sceptycyzm, osłabiający wiarę nie tylko w aktualność charyzmatów, ale nawet w ich realność w czasach biblijnych. Ponieważ post-luterańska biblistyka zapanowała niepodzielnie w akademickiej teologii w Kościele katolickim, aby bronić sensowności opisów nadprzyrodzonych zdarzeń w Biblii, francuscy bibliści opracowali semejologiczną koncepcję cudu. Według niej zdarzenia te pełnią rolę znaku (gr. σεμειον) Objawienia Boga i są zasadniczo ilustracją prawd Pisma, bez konieczności dociekania ich ontycznej nadprzyrodzoności. Takie podejście było możliwe przez porzucenie właściwej dotąd katolicyzmowi filozofii bytu, wyrażonej przede wszystkim w tomizmie, na rzecz egzystencjalizmu, którego prekursorem był luteranin Søren Kierkegaard, inspirujący się głównie sola fide Lutra, jako przeciwieństwem tamtej filozofii. To przesunięcie akcentu, przy równoczesnym ograniczeniu roli znaku do wyrazu i afirmacji Słowa, prowadziło de facto do cesacjonistycznego solum Verbum Lutra, pozbawionego dodatkowo wiary w jego dosłowną prawdziwość. W efekcie, pomimo potwierdzenia katolickiego kontynuacjonizmu przez sobór, powstawanie grup charyzmatycznych i posługa ks. Emiliena Tardifa spotykały się w latach 70. z licznymi sprzeciwami księży i biskupów.
W następnych latach doszedł drugi komponent tego sceptycyzmu. W związku z niemożnością zanegowania realnego charakteru coraz częstszych zjawisk charyzmatycznych i problemami w ich naturalistycznej interpretacji, niektóre środowiska określające się jako wierne Tradycji, zwane potocznie tradycjonalistami, przyjęły za własne poglądy Lutra, Deklaracji Berlińskiej i MacArthura o diabelskiej inspiracji charyzmatyków. W Polsce w ostatnich latach przyszły dwa kolejne etapy tej fali. Najpierw, około 2007 roku pojawiła się krytyka ze strony części protestantów pod adresem propagujących pięć darów służby, przypisująca im m.in. demoniczne źródło. Od 2013 roku wzmaga się ostrzeganie katolików przez niektóre osoby przed pentekostalizacją i zwiedzeniem charyzmatycznym. Niektórzy powielają też wśród katolików tezę, jakoby w ruchu charyzmatycznym manifestuje się energia kundalini, ale pomijają to, że autor tego poglądu, Philip St. Romain, jej działanie przypisuje także św. Ignacemu Loyoli i innym świętym katolickim.

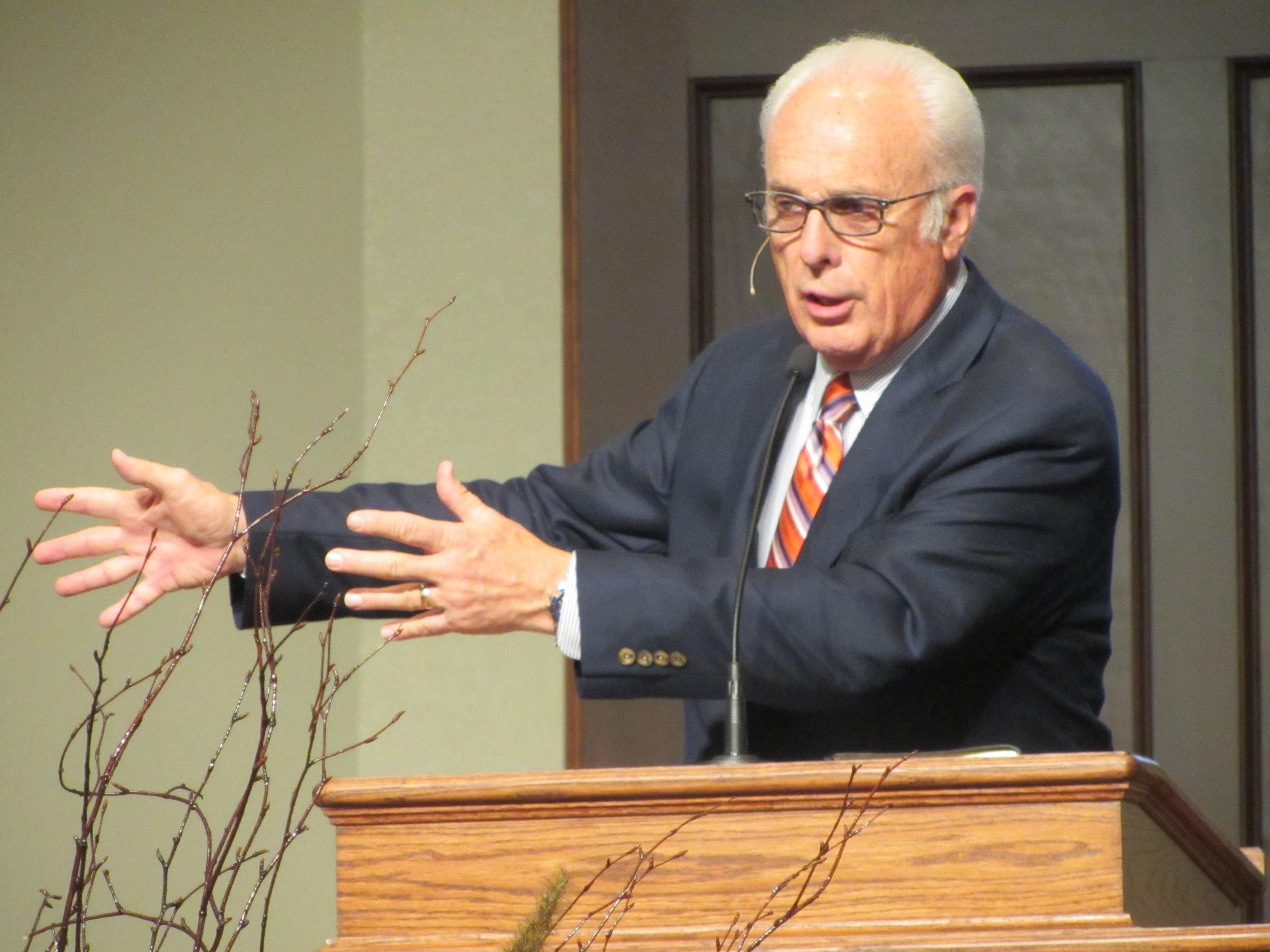
John F. MacArthur – cesacjonista, protestancki fundamentalista, katolicyzm nazywa Królestwem Szatana.

Przeciwnicy aktualności charyzmatów wśród katolików wciąż powtarzają różne zarzuty ze strony protestantów, od Lutra do MacArthura, takie jak: demoniczne pochodzenie, fałszywość, emocjonalizm, fanatyzm, naruszanie zasad wiary, odejście od rozumu, błędną interpretację Pisma, naiwność, nieporządek, nieposłuszeństwo itd. Usiłują dowodzić tezy cesacjonistycznej, że obecne dary w ruchu charyzmatycznym nie mają nic wspólnego z charyzmatami w pierwotnym Kościele. Jeden z pierwszych przeciwników katolickiego Ruchu Odnowy w Duchu Świętym, ks. Peter Flood, tak samo jak Kalwin, który nazwał charyzmatyków robactwem, porównał ich do szczurów, pisząc: Podobne stany można wywołać u szczurów poprzez stymulację elektrodami załączonymi do ośrodków hypotalamicznych. Charakterystyczne jest, że obecni przeciwnicy współczesnego posługiwania charyzmatami wśród katolików, zwykle zwalczają też objawienia Maryjne w Garabandal, a zwłaszcza w Medjugorie. Na niektórych witrynach prowadzonych przez ludzi deklarujących się jako obrońcy Tradycji katolickiej zamieszczane są filmy tworzone przez protestantów, usiłujące zdeprecjonować charyzmatyków.
Krytycy, rezonujący całe spektrum protestanckiego cesacjonizmu, rozpowszechnianie charyzmatów wśród katolików nazywają „protestantyzacją”. Jednak ks. Karl Stehlin, uważający się za obrońcę tradycyjnego katolicyzmu, zaznaczył, że aż do roku 1960 żaden teolog katolicki nie uznawał mówienia obcymi językami, prorokowania, uzdrawiania za owoce Ducha Świętego, ignorując nawet św. Tomasza z Akwinu, mistrza teologów katolickich, który przy omawianiu darów proroctwa, języków i czynienia cudów, pisał:

Duch Święty wystarczająco zaopatruje Kościół w to co jest pożyteczne do zbawienia; temu też służą charyzmaty.